# Emmanuel du Plaix
Emmanuel Tailhandier du Plaix, né le 28 août 1902 à Bourges et mort le 22 mars 1973 à Toulon, est un joueur de tennis français des années 1920 et 1930.

## Carrière
Emmanuel du Plaix s'est particulièrement distingué au cours des années 1929 et 1930 où il remporta de nombreux tournois sur la Côte d'Azur (Nice, Cannes, Beaulieu) et en Europe (Yougoslavie, Italie, Allemagne).
Évoluant dans l'ombre des Mousquetaires, il n'a jamais été sélectionné en Coupe Davis. Il a été classé en première série n°6 français pour l'année 1930 et n°5 en 1931 derrière le quatuor Cochet, Borotra, Boussus et Brugnon.
Il a participé à neuf reprises aux Internationaux de France, il y perd au 3e tour contre Bill Tilden en 1929 et atteint les huitièmes de finale en 1930. Il n'a en revanche jamais dépassé le 2e tour à Wimbledon, remportant toutefois la Wimbledon Plate en 1930 face au Néo-Zélandais Cam Malfroy.
En 1932, il participe à une compétition à Tallinn en Estonie au côté de Jacques Brugnon.

## Palmarès (partiel)

### Titre en simple (10)
- 1928 : Le Touquet, bat Henry Mayes (6-4, 7-5, 6-8, 6-4)
- 1929 : Beaulieu, bat George Lyttleton-Rogers (6-3, 6-3, 6-3)
- 1929 : Merano, bat Franz-Wilhelm Matejka (6-3, 2-6, 6-4, 6-1)
- 1929 : Nice, bat Herman von Artens (3-6, 6-1, 6-3, 6-0)
- 1929 : Cannes, bat Paul Féret (7-5, 6-1, 4-6, 6-2)
- 1930 : Zagreb, bat Bela von Kehrling (6-1, 6-4, 3-6, 6-2)
- 1930 : Lucerne, bat Charles Aeschlimann (6-3, 6-0, 6-3)
- 1930 : Villa d'Este, bat Heinrich Kleinschroth (6-2, 8-6, ab.)
- 1930 : Munich, bat Berkeley Bell (2-6, 6-3, 3-6, 6-2, 6-4)
- 1932 : Vienne, bat Roderich Menzel (forfait)

### Finales en simples (11)
- 1926 : Juan-les-Pins, battu par Pierre-Henri Landry (6-4, 6-3, 6-2)
- 1927 : Alger, battu par Christian Boussus (6-4, 2-6, 6-4, 6-1)
- 1928 : Marseille, battu par Henri Cochet (6-4, 6-3)
- 1928 : Cannes Carlton, battu par Bela von Kehrling (6-0, 2-6, 6-3, 6-2)
- 1929 : Juan-les-Pins, battu par Henri Cochet (6-3, 6-3, 6-4)
- 1930 : Montreux, battu par Jack Crawford (6-4, 3-6, 7-5, 6-3)
- 1930 : Pörtschach, battu par Bela von Kehrling (4-6, 6-3, 5-7, 6-3, 6-3)
- 1930 : Cascais, battu par Pierre-Henri Landry (6-8, 1-6, 6-4, 6-1, 6-2)
- 1930 : Venise, battu par Christian Boussus (1-6, 6-3, 6-4, 2-6, 6-2)
- 1931 : Beaulieu, battu par George Lyttleton-Rogers (6-1, 10-8, 3-6, 5-7, 6-3)
- 1932 : Cannes New Courts, battu par George Lyttleton-Rogers (5-7, 6-3, 6-4, 5-7, 6-3)[4].